# 다이라정 (나가사키현 미나키카타키군)
다이라정(多比良町)은 나가사키현 미나미타카키군에 있던 정이다. 현재의 운젠시에 해당한다.

## 지리
시마바라 반도의 북부에 위치한다.

## 역사
- 1889년 4월 1일 - 정촌제 시행에 의해 미나미타카키군 다이라촌이 성립하였다.
- 1937년 2월 11일 - 정으로 승격해 다이라정이 되었다.
- 1956년 9월 1일 - 히지쿠로촌과 합병해 구니미정이 성립하여, 다이라정은 소멸하였다.

## 교통

### 철도
- 시마바라 철도
  - 시마바라 철도선

## 참고문헌
- 角川日本地名大辞典 42 長崎県
- 長崎県南高来郡町村要覧．上編「大三東村」（1893年）国立国会図書館デジタルコレクション